# Полоноводень
Гідрид полонію(II) або полоноводень — сполука полонію з воднем з хімічною формулою H2Po (правильніше PoH2), в якій полоній має ступінь окиснення +2, а водень −1 (оскільки водень більш електронегативний, ніж полоній). Нестійка, летюча і дуже отруйна радіоактивна горюча рідина, одна з найсильніших отрут, відомих науці.

## Синтез
Не утворюється при прямій реакції водню та полонію, оскільки сполука нестабільна при температурі вище 0 °C, проте виділяється у слідових кількостях у газоподібному стані при розчиненні полонію, нанесеного на магнієву підкладку, в хлоридній кислоті:
{\displaystyle {\ce {Po + Mg + 2HCl -> MgCl2 + PoH2 ^}}}.